# Orkaanseizoen van de Grote Oceaan 2009
Het orkaanseizoen van de Grote Oceaan 2009 begon op 15 mei 2010 en eindigde op 30 november 2009. Dit orkaanseizoen betreft twee verschillende gebieden en daarmee eigenlijk twee verschillende seizoenen. Oostelijk van de 140e graad westerlengte begint het seizoen op 15 mei, in het gebied westelijk ervan tot aan de datumgrens begint het seizoen op 1 juni. Voor beide gebieden eindigt het seizoen op 30 november. Tropische depressies, die zich ten oosten van de 140e graad westerlengte vormen, krijgen het achtervoegsel "-E" (East) achter hun nummer. Tropische depressies, die zich tussen de 140e graad westerlengte en de datumgrens vormen, krijgen het achtervoegsel "-C" (Central). Als een tropische storm een naam krijgt uit het centrale gebied, staat achter de naam in het kopje '(C)' vermeld.

## Cyclonen
De cyclonen in het orkaanseizoen waren:
- Tropische depressie One-E
- Orkaan Andres
- Tropische storm Blanca
- Orkaan Carlos
- Tropische storm Dolores
- Tropische storm Lana
- Tropische storm Enrique
- Orkaan Felicia
- Tropische depressie Nine-E
- Tropische storm Maka
- Orkaan Guillermo
- Tropische storm Hilda
- Tropische storm Ignacio
- Orkaan Jimena
- Tropische depressie Two-C
- Tropische storm Kevin
- Orkaan Linda
- Tropische storm Marty
- Tropische storm Nora
- Tropische storm Olaf
- Tropische storm Patricia
- Orkaan Rick
- Orkaan Neki

1990 · 1991 · 1992 · 1993 · 1994 · 1995 · 1996 · 1997 · 1998 · 1999 · 2000 · 2001 · 2002 · 2003 · 2004 · 2005 · 2006 · 2007 · 2008 · 2009 · 2010 · 2011 · 2012 · 2013 · 2014 · 2015 · 
2016 · 2017 · 2018